# SN 1996aw
SN 1996aw – supernowa typu Ia odkryta 8 października 1996 roku w galaktyce A215347+0002. W momencie odkrycia miała maksymalną jasność 21,70m.